# فهرست کشورهای آفریقایی بر پایه جمعیت
در این مقاله فهرستی از کشورهای آفریقایی و سرزمین‌های وابسته بر پایه جمعیت در ۲۰۱۵ مرتب شده‌است.

## جدول
| رتبه          | کشور (یا سرزمین وابسته) | پیش‌بینی ۱ ژوئیه ۲۰۱۵ | درصد جمعیت.   | میانگین رشد نسبی سالانه (%) | میانگین رشد مطلق سالانه | Estimated doubling time (Years) | عدد رسمی   | تاریخ آخرین عدد | منبع                                                                   |
| ------------- | ----------------------- | -------------------- | ------------- | --------------------------- | ----------------------- | ------------------------------- | ---------- | --------------- | ---------------------------------------------------------------------- |
| لومپوزت۶۸٬۰۰۰ | ۳۴                      | ۴۰٬۱۰۰٬۰۰۰           | ۱ ژانویه ۲۰۱۶ | Official estimate           |                         |                                 |            |                 |                                                                        |
| 10            | اوگاندا                 | ۳۷٬۱۰۲٬۰۰۰           | ۳٫۱۰          | ۳٫۰۹                        | ۱٬۲۰۱٬۰۰۰               | ۲۳                              | ۳۴٬۸۵۶٬۸۱۳ | ۲۸ اوت ۲۰۱۴     | Preliminary 2014 census result                                         |
| 11            | مراکش                   | ۳۴٬۳۸۰٬۰۰۰           | ۳٫۳۳          | ۱٫۲۴                        | ۴۱۲٬۰۰۰                 | ۵۶                              | ۳۳٬۳۳۷٬۵۲۹ | ۱ سپتامبر ۲۰۱۴  | Preliminary 2014 census result                                         |
| 12            | موزامبیک                | ۲۸٬۰۱۳٬۰۰۰           | ۲٫۲۳          | ۲٫۷۴                        | ۷۰۲٬۰۰۰                 | ۲۶                              | ۲۸٬۰۱۳٬۰۰۰ | ۲۰۱۵            | Official estimate                                                      |
| 13            | غنا                     | ۲۷٬۴۱۴٬۰۰۰           | ۲٫۴۰          | ۲٫۴۸                        | ۶۲۱٬۰۰۰                 | ۲۸                              | ۲۷٬۰۴۳٬۰۹۳ | ۲۰۱۴            | Official estimate                                                      |
| 14            | آنگولا                  | ۲۵٬۳۲۶٬۰۰۰           | ۲٫۲۰          | ۳٫۴۳                        | ۸۳۹٬۰۰۰                 | ۲۱                              | ۲۴٬۳۸۳٬۳۰۱ | ۱۶ مه ۲۰۱۴      | Preliminary 2014 census result                                         |
| 15            | ساحل عاج                | ۲۳٬۱۲۶٬۰۰۰           | ۲٫۰۲          | ۲٫۵۵                        | ۴۵۱٬۰۰۰                 | ۲۷                              | ۲۲٬۶۷۱٬۳۳۱ | ۱۵ مه ۲۰۱۴      | Preliminary 2014 census result                                         |
| 16            | ماداگاسکار              | ۲۳٬۰۴۳٬۰۰۰           | ۲٫۰۰          | ۲٫۷۱                        | ۶۰۹٬۰۰۰                 | ۲۶                              | ۲۲٬۴۳۴٬۳۶۳ | ۲۰۱۴            | Official estimate                                                      |
| 17            | کامرون                  | ۲۱٬۹۱۸٬۰۰۰           | ۱٫۹۰          | ۲٫۶۵                        | ۵۶۵٬۰۰۰                 | ۲۷                              | ۲۱٬۹۱۷٬۶۰۲ | ۲۰۱۵            | Official estimate بایگانی‌شده در ۱۷ مه ۲۰۱۸ توسط Wayback Machine        |
| 18            | نیجر                    | ۱۸٬۸۸۰٬۰۰۰           | ۱٫۶۴          | ۳٫۸۶                        | ۷۰۱٬۰۰۰                 | ۱۸                              | ۱۷٬۱۳۸٬۷۰۷ | ۱۰ دسامبر ۲۰۱۲  | Final 2012 census result                                               |
| 19            | بورکینافاسو             | ۱۸٬۴۵۰٬۰۰۰           | ۱٫۶۰          | ۳٫۲۶                        | ۵۸۲٬۰۰۰                 | ۲۲                              | ۱۸٬۴۵۰٬۴۹۴ | ۲۰۱۵            | Official estimate بایگانی‌شده در ۹ مارس ۲۰۱۸ توسط Wayback Machine       |
| 20            | مالی                    | ۱۷٬۷۹۶٬۰۰۰           | ۱٫۵۴          | ۳٫۳۰                        | ۵۶۸٬۰۰۰                 | ۲۱                              | ۱۴٬۵۲۸٬۶۶۲ | ۱ آوریل ۲۰۰۹    | Final 2009 census result                                               |
| 21            | مالاوی                  | ۱۶٬۳۰۷٬۰۰۰           | ۱٫۴۱          | ۳٫۱۸                        | ۵۰۲٬۰۰۰                 | ۲۲                              | ۱۶٬۸۳۲٬۹۰۰ | ۱ ژوئیه ۲۰۱۶    | Official estimate                                                      |
| 22            | زامبیا                  | ۱۵٬۴۷۴٬۰۰۰           | ۱٫۳۴          | ۳٫۰۰                        | ۴۵۱٬۰۰۰                 | ۲۳                              | ۱۵٬۴۷۳٬۹۰۵ | ۲۰۱۵            | Official estimate                                                      |
| 23            | سومالی                  | ۱۴٬۳۱۷٬۹۹۶           | ۰٫۹۵          | ۱٫۵۴                        | ۱۶۶٬۰۰۰                 | ۴۵                              | ۱۲٬۳۱۶٬۸۹۵ | ۱ ژانویه ۲۰۱۶   | Official estimate                                                      |
| 24            | سنگال                   | ۱۴٬۱۵۰٬۰۰۰           | ۱٫۲۳          | ۲٫۹۲                        | ۴۰۱٬۰۰۰                 | ۲۴                              | ۱۴٬۳۵۴٬۶۹۰ | ۲۰۱۵            | Official estimate                                                      |
| 25            | چاد                     | ۱۳٬۶۷۵٬۰۰۰           | ۱٫۱۹          | ۳٫۵۷                        | ۴۷۱٬۰۰۰                 | ۲۰                              | ۱۱٬۰۳۹٬۸۷۳ | ۲۰ مه ۲۰۰۹      | Final 2009 census result                                               |
| 26            | زیمبابوه                | ۱۳٬۵۰۳٬۰۰۰           | ۱٫۱۷          | ۱٫۱۷                        | ۱۵۶٬۰۰۰                 | ۶۰                              | ۱۳٬۰۶۱٬۲۳۹ | ۱۷ اوت ۲۰۱۲     | Final 2012 census result                                               |
| 27            | سودان جنوبی             | ۱۲٬۵۱۹٬۰۰۰           | ۱٫۰۹          | ۵٫۹۵                        | ۷۰۳٬۰۰۰                 | ۱۲                              | ۸٬۲۶۰٬۴۹۰  | ۲۲ آوریل ۲۰۰۸   | 2008 census result                                                     |
| 28            | رواندا                  | ۱۱٬۳۲۴٬۰۰۰           | ۰٫۹۸          | ۲٫۶۱                        | ۲۸۸٬۰۰۰                 | ۲۷                              | ۱۰٬۵۱۵٬۹۷۳ | ۱۵ اوت ۲۰۱۲     | Final 2012 census result                                               |
| 29            | تونس                    | ۱۱٬۱۱۸٬۰۰۰           | ۰٫۹۶          | ۱٫۰۴                        | ۱۱۴٬۰۰۰                 | ۶۷                              | ۱۰٬۹۸۲٬۷۵۴ | ۲۳ آوریل ۲۰۱۴   | Preliminary 2014 census result                                         |
| 30            | گینه                    | ۱۰٬۹۳۵٬۰۰۰           | ۰٫۹۵          | ۲٫۳۰                        | ۲۴۶٬۰۰۰                 | ۳۰                              | ۱۰٬۶۲۸٬۹۷۲ | ۲ آوریل ۲۰۱۴    | Preliminary 2014 census result                                         |
| 31            | بنین                    | ۱۰٬۷۸۲٬۰۰۰           | ۰٫۹۳          | ۳٫۵۴                        | ۳۶۹٬۰۰۰                 | ۲۰                              | ۱۰٬۰۰۸٬۷۴۹ | ۱۱ مه ۲۰۱۳      | Final 2013 census result                                               |
| 32            | بوروندی                 | ۹٬۸۲۴٬۰۰۰            | ۰٫۸۵          | ۲٫۹۳                        | ۲۸۰٬۰۰۰                 | ۲۴                              | ۹٬۸۲۳٬۸۲۸  | ۲۰۱۵            | Official estimate بایگانی‌شده در ۳ آوریل ۲۰۱۹ توسط Wayback Machine      |
| 33            | توگو                    | ۷٬۰۶۵٬۰۰۰            | ۰٫۶۱          | ۲٫۸۷                        | ۱۹۷٬۰۰۰                 | ۲۵                              | ۶٬۱۹۱٬۱۵۵  | ۶ نوامبر ۲۰۱۰   | Final 2010 census result                                               |
| 34            | اریتره                  | ۶٬۸۹۵٬۰۰۰            | ۰٫۶۰          | ۵٫۴۹                        | ۳۵۹٬۰۰۰                 | ۱۳                              | ۶٬۵۳۶٬۰۰۰  | ۱ ژوئیه ۲۰۱۴    | Official estimate                                                      |
| 35            | سیرالئون                | ۶٬۵۱۳٬۰۰۰            | ۰٫۵۶          | ۲٫۵۷                        | ۱۶۳٬۰۰۰                 | ۲۷                              | ۶٬۳۴۸٬۳۵۰  | ۲۰۱۴            | Official estimate                                                      |
| 36            | لیبی                    | ۶٬۲۷۸٬۰۰۰            | ۰٫۵۴          | ۱٫۱۳                        | ۷۰٬۰۰۰                  | ۶۲                              | ۵٬۲۹۸٬۱۵۲  | ۱۵ آوریل ۲۰۰۶   | 2006 census result                                                     |
| 37            | جمهوری کنگو             | ۴٬۷۰۶٬۰۰۰            | ۰٫۴۱          | ۲٫۹۸                        | ۱۳۶٬۰۰۰                 | ۲۴                              | ۳٬۶۹۷٬۴۹۰  | ۲۸ آوریل ۲۰۰۷   | 2007 census result بایگانی‌شده در ۱۳ ژوئیه ۲۰۱۹ توسط Wayback Machine    |
| 38            | جمهوری آفریقای مرکزی    | ۴٬۶۵۹٬۰۸۰            | ۰٫۴۲          | ۲٫۰۰                        | ۹۶٬۰۰۰                  | ۳۵                              | ۳٬۸۵۹٬۱۳۹  | ۲۰۱۷            |                                                                        |
| 39            | لیبریا                  | ۴٬۰۴۶٬۰۰۰            | ۰٫۳۵          | ۲٫۰۹                        | ۸۳٬۰۰۰                  | ۳۳                              | ۳٬۴۷۶٬۶۰۸  | ۲۱ مارس ۲۰۰۸    | Final 2008 census result                                               |
| 40            | موریتانی                | ۳٬۶۳۲٬۰۰۰            | ۰٫۳۱          | ۲٫۴۳                        | ۸۶٬۰۰۰                  | ۲۹                              | ۳٬۷۱۸٬۶۷۸  | ۲۰۱۶            | Official estimate                                                      |
| 41            | نامیبیا                 | ۲٬۲۸۱٬۰۰۰            | ۰٫۲۰          | ۲٫۰۱                        | ۴۵٬۰۰۰                  | ۳۵                              | ۲٬۲۸۰٬۷۰۰  | ۱ ژوئیه ۲۰۱۵    | Official estimate                                                      |
| 42            | بوتسوانا                | ۲٬۱۷۶٬۰۰۰            | ۰٫۱۹          | ۱٫۹۲                        | ۴۱٬۰۰۰                  | ۳۶                              | ۲٬۰۲۴٬۹۰۴  | ۲۲ اوت ۲۰۱۱     | Final 2011 census result بایگانی‌شده در ۲۵ مه ۲۰۱۳ توسط Wayback Machine |
| 43            | گامبیا                  | ۲٬۰۲۲٬۰۰۰            | ۰٫۱۸          | ۳٫۲۷                        | ۶۴٬۰۰۰                  | ۲۲                              | ۱٬۸۸۲٬۴۵۰  | ۱۵ آوریل ۲۰۱۳   | Preliminary 2013 census result                                         |
| 44            | گینه استوایی            | ۱٬۹۹۶٬۰۰۰            | ۰٫۱۷          | ۴٫۲۳                        | ۸۱٬۰۰۰                  | ۱۷                              | ۱٬۲۲۲٬۴۴۲  | ۴ ژوئیه ۲۰۱۵    | Preliminary 2015 census result                                         |
| 45            | لسوتو                   | ۱٬۹۰۸٬۰۰۰            | ۰٫۱۷          | ۰٫۲۱                        | ۴٬۰۰۰                   | ۳۳۰                             | ۱٬۸۹۴٬۱۹۴  | ۲۰۱۱            | Official estimate                                                      |
| 46            | گابن                    | ۱٬۸۷۳٬۰۰۰            | ۰٫۱۶          | ۱٫۸۵                        | ۳۴٬۰۰۰                  | ۳۸                              | ۱٬۸۰۲٬۲۷۸  | ۵ اکتبر ۲۰۱۳    | Preliminary 2013 census result                                         |
| 47            | گینه بیسائو             | ۱٬۷۸۸٬۰۰۰            | ۰٫۱۶          | ۲٫۵۸                        | ۴۵٬۰۰۰                  | ۲۷                              | ۱٬۵۳۰٬۶۷۳  | ۲۰۱۵            | Official estimate بایگانی‌شده در ۳ فوریه ۲۰۱۱ توسط Wayback Machine      |
| 48            | موریس                   | ۱٬۲۶۳٬۰۰۰            | ۰٫۱۱          | ۰٫۱۶                        | ۲٬۰۰۰                   | ۴۳۷                             | ۱٬۲۶۱٬۲۰۸  | ۱ ژوئیه ۲۰۱۴    | Official estimate                                                      |
| 49            | اسواتینی                | ۱٬۱۱۹٬۰۰۰            | ۰٫۱۰          | ۱٫۱۸                        | ۱۳٬۰۰۰                  | ۵۹                              | ۱٬۱۱۹٬۳۷۵  | ۲۰۱۵            | Official estimate                                                      |
| 50            | جیبوتی                  | ۹۶۱٬۰۰۰              | ۰٫۰۸          | ۲٫۶۷                        | ۲۵٬۰۰۰                  | ۲۶                              | ۸۶۴٬۶۱۸    | ۱ ژوئیه ۲۰۱۱    | Official estimate                                                      |
| 51            | رئونیون (فرانسه)        | ۸۵۳٬۰۰۰              | ۰٫۰۷          | ۰٫۷۱                        | ۶٬۰۰۰                   | ۹۸                              | ۸۴۰٬۹۷۴    | ۱ ژانویه ۲۰۱۳   | Official estimate                                                      |
| 52            | کومور                   | ۷۸۳٬۰۰۰              | ۰٫۰۷          | ۲٫۶۲                        | ۲۰٬۰۰۰                  | ۲۷                              | ۸۰۶٬۲۰۰    | ۱ ژوئیه ۲۰۱۶    | Official estimate                                                      |
| 53            | کیپ ورد                 | ۵۲۵٬۰۰۰              | ۰٫۰۵          | ۱٫۳۵                        | ۷٬۰۰۰                   | ۵۲                              | ۴۹۱٬۸۷۵    | ۱۶ ژوئن ۲۰۱۰    | Final 2010 census result                                               |
| 54            | Western Sahara          | ۵۰۹٬۰۰۰              | ۰٫۰۴          | ۱٫۸۰                        | ۹٬۰۰۰                   | ۳۹                              | ۵۱۰٬۷۱۳    | ۲ سپتامبر ۲۰۱۴  | Preliminary 2014 census result                                         |
| 55            | مایوت (فرانسه)          | ۲۲۹٬۰۰۰              | ۰٫۰۲          | ۲٫۶۹                        | ۶٬۰۰۰                   | ۲۶                              | ۲۱۲٬۶۰۰    | ۲۱ اوت ۲۰۱۲     | 2012 census result                                                     |
| 56            | سائوتومه و پرنسیپ       | ۱۹۴٬۰۰۰              | ۰٫۰۲          | ۲٫۶۵                        | ۵٬۰۰۰                   | ۲۷                              | ۱۷۹٬۲۰۰    | ۱۳ مه ۲۰۱۲      | Final 2012 census result                                               |
| 57            | سیشل                    | ۹۷٬۰۰۰               | ۰٫۰۱          | ۱٫۰۴                        | ۱٬۰۰۰                   | ۶۷                              | ۹۰٬۹۴۵     | ۲۶ اوت ۲۰۱۰     | Final 2010 census result                                               |
| 58            | سینت هلینا (بریتانیا)   | ۴٬۰۰۰                | <۰٫۰۱         | ۰٫۰                         | ۰                       | -                               | ۵٬۶۳۳      | ژوئن ۲۰۱۶       | 2016 census result                                                     |
|               | مجموع                   | ۱٬۱۵۳٬۳۰۸٬۰۰۰        | ۱۰۰٫۰۰        | ۲٫۶۸                        | ۳۰٬۱۵۵٬۰۰۰              | ۲۶                              |            |                 |                                                                        |